# Joseph O'Neill
Pour les articles homonymes, voir O'Neill.
Joseph O'Neill est un romancier irlandais né en 1964 à Cork. 

## Biographie
Joseph O'Neill fut avocat au barreau de Londres avant de s'installer à New York, aux États-Unis. Son premier roman, This is the life, paraît alors qu'il n'a que 24 ans. Suivra The Breezes, cinq ans plus tard. Mais le succès de ces deux romans restera assez confidentiel. Il aura fallu que Barack Obama dise tout le bien qu'il pensait de son troisième roman, Netherland, à la BBC ("Je suis en train de lire ce livre intitulé Netherland, de Joseph O’Neill… Il traite de l’après-11 septembre, d’un homme – sa famille le quitte et il se met à jouer au cricket à New York. Et c’est fascinant. C’est un livre formidable, même si je ne connais rien au cricket"), pour que celui-ci connaisse enfin un grand succès public. Ce dernier roman recevra d'ailleurs en 2009 le PEN/Faulkner Award dans la catégorie fiction. 